# Filip Kaša
Filip Kaša (sinh 1 tháng 1 năm 1994) là một cầu thủ bóng đá Cộng hòa Séc thi đấu cho MŠK Žilina. Anh từng thi đấu ở cấp độ U-21 cho U-21 Cộng hòa Séc.

## Danh hiệu

### MŠK Žilina
- Fortuna Liga: Vô địch: 2016-17